# Gravensteengroep
Le Gravensteengroep, le groupe du château des comtes (de Flandre), est un groupe composé d'intellectuels et d'artistes flamands, parmi d'autres, qui, le 21 février 2008, ont rendu public un plaidoyer pour une nouvelle réforme constitutionnelle.
Le groupe tire son nom du fait que les membres s'étaient d'abord rencontrés dans un bâtiment sur le quai de la Lieve, dans l'ombre du château des comtes de Flandre à Gand, où le manifeste a été rédigé. Les auteurs ont écrit leur manifeste en partant de différents principes politiques et idéologiques. Johan Sanctorum et Etienne Vermeersch étaient à la base de la rédaction du document.  Par ce manifeste, le groupe se distancie explicitement des idéologies d'extrême droite auxquelles les revendications flamandes ont parfois été associées. Au centre des préoccupations se trouve le principe de la territorialité comme base nécessaire d'une solidarité socio-économique soutenue au sein de la Belgique. 
Le premier manifeste a été signé par Ludo Abicht, Jo Decaluwe, Eric Defoort, Paul Ghijsels, Peter De Graeve, Dirk Denoyelle, Paul De Ridder, Bart Maddens, Chris Michel, Yves Panneels, Jean-Pierre Rondas, Johan Sanctorum, Bart Staes, Jef Turf, Piet van Eeckhaut, Frans-Jos Verdoodt, Jan Verheyen, Etienne Vermeersch. Plus de 10 000 personnes ont adhéré à ce premier manifeste. Johan Sanctorum a quitté le groupe du château des comtes peu après, parce qu'il trouvait que les thèmes républicains et l'idée d'autonomie flamande avait été insuffisamment développés. En outre, il était mécontent du comportement public et médiatique d'Etienne Vermeersch,.
Ensuite, Tinneke Beeckman, Jan Bosmans, Willy Courteaux, Pierre Darge, Karel Gacoms, Peter Hoogland, Brigitte Raskin, Johan Swinnen, Luc Van Doorslaer et Jan Van Duppen ont rejoint le groupe de base. L'ancien journaliste et homme politique socialiste Tuur Van Wallendael faisait partie du groupe jusqu'à sa mort, survenue le 18 novembre 2009.
Le 27 avril 2008, le groupe du château des comtes publie un deuxième texte, intitulé Meer solidariteit door gelijkwaardigheid (Plus de solidarité par le biais de l'égalité) et, le 3 juillet 2008, il publie un troisième manifeste Politieke solidariteit: een noodzaak voor de democratie (La solidarité politique : un impératif pour la démocratie). 
Le quatrième manifeste du groupe, daté du 12 octobre 2008, est intitulé Wat bevat het witte blad? (Que contient la feuille blanche ?). Au début des conversations de communauté à communauté, le groupe du château des comtes veut, par ce manifeste, rappeler les six négociateurs flamands que les francophones n'ont pas entamé les pourparlers en toute ingénuité mais, en revanche, avec le motif caché de saper toutes les propositions visant à l'extension de l'autonomie de Flandre. 
Dans le cinquième manifeste, du 22 février 2010, le groupe attribue le déclin de la gauche au fait que les partis traditionnels de gauche contribuent, dans les faits, à la libéralisation de la société et que ces partis ont perdu le contact avec leur base. 
Par le sixième manifeste, du 17 mai 2010, publié quatre semaines avant les élections législatives fédérales belges de 2010, le groupe réagit contre la novlangue de la politique belge : « des mots qui ne désignent plus ce qu'ils sont censés désigner et qui finiront par constituer une pollution du langage de la démocratie ». 
Dans le septième manifeste, le groupe propose trois principes de négociation pour l'accord de gouvernement aux partis démocratiques belges : la territorialité, la non-ingérence dans les affaires internes de l'autre communauté et le principe d'égalité entre néerlandophones et francophones à Bruxelles.
Du 25 août 2011 date le huitième manifeste, dans lequel le groupe constate que la note du formateur Elio Di Rupo témoigne du nationalisme expansionniste de la francophonie. On a compté onze inconvénients pour la Flandre contre un seul pour la Belgique francophone. La conclusion est que les négociations communautaires en cours devaient être interrompues et uniquement reprises lorsque les francophones seraient la partie requérante. 
Le neuvième manifeste du groupe est axé sur la position de Bruxelles, capitale de la Belgique mais aussi de la Flandre, où les néerlandophones devraient garder leur lien avec la communauté flamande. Aussi constate-t-on, dans ce manifeste, que la réforme de l'État, préparée par l'accord gouvernemental du gouvernement Di Rupo, sera néfaste pour la position des Flamands à Bruxelles. Selon les auteurs du manifeste, l'accord de coalition de décembre 2011 donne la nette impression que les francophones tiennent absolument à rompre l'équilibre d'origine.  Ils se savent, après tout, plus que protégés - et de manière adéquate - au niveau fédéral, alors qu'ils ont, de fait, tout le pouvoir à Bruxelles.

## Sources
- (nl) Delepeleire, Yves, Tuur Van Wallendael. Ex-journalist en ex-politicus Tuur Van Wallendael (71) had darmkanker en koos voor euthanasie., De Standaard du 19 novembre 2009, p.  13 (version en ligne)
- (nl) dom, Wat bevat het witte blad? Gravensteengroep geeft Vlaamse onderhandelaars goed raad, De Standaard du 13 octobre 2008, p.  20 (version en ligne)
- (nl) Nu al heibel in Gravensteengroep, article dans De Morgen du 5 mars 2008
- (nl) Page d'accueil du site web du Gravensteengroep, avec liens vers tous les manifestes du groupe
- (nl) Rogiers, Filip, Vlaamse intellectuelen sluiten onafhankelijkheid niet uit, De Morgen du 22 février 2008, p.  4 (version en ligne)
- (nl) Sanctorum, Johan, Groeten uit het Gravensteen. Hoe een mooi project zich dreigt vast te rijden in het Narcisme van Vlaanderen's grootste intellectueel, sur le site web Visionair België
- (nl) th, Meer solidariteit door gelijkwaardigheid, De Standaard du 28 avril 2008, p.  19 (version en ligne)